# 세이퍼트 6중주
세이퍼트의 6중 은하 또는 세이퍼트의 6개의 은하 (Seyfert's Sextet)은 뱀자리 머리 부분에 있는 네 개의 은하군을 말한다. 6중 은하로 알려져있지만, 이중 네 개 (NGC 6027, 6027a, 6027b, 6027c)만 상호작용은하이고 막대나선은하 NGC 6027d (사진 가운데 왼쪽)는 배경 천체이며, NGC 6027e (사진 왼쪽 위)는 NGC 6027 은하에서 나온 별꼬리이다. 따라서 이 은하군은 6중 은하가 아닌, 4중 은하인 셈이다.

## 어원
이 은하군은 1951년, 발견자인 칼 세이퍼트의 이름을 따 붙여졌다.

## 은하
| 이름      | 형태        | 적경(원기 2000) | 적위 (원기 2000) | 적색편이 (km/s) | 겉보기 등급 |
| --------- | ----------- | --------------- | ---------------- | --------------- | ----------- |
| NGC 6027  | S0 pec      | 15h 59m 12.5s   | +20° 45′ 48″     | 4447 ± 11       | +14.7       |
| NGC 6027a | S0 pec      | 15h 59m 11.1s   | +20° 45′ 16″     | 4560 ± 8        | +14.9       |
| NGC 6027b | SAa pec     | 15h 59m 10.8s   | +20° 45′ 43″     | 4053 ± 8        | +15.3       |
| NGC 6027c | SB(s)c      | 15h 59m 11.8s   | +20° 44′ 49″     | 4620 ± 3        | +16.7       |
| NGC 6027d | SB(S)bc pec | 15h 59m 12.9s   | +20° 45′ 35″     | 19809 ± 50      | +16.5       |
| NGC 6027e | SB0 pec     | 15h 59m 14.5s   | +20° 45′ 57″     | 4095 ± 41       | +16.7       |

## 같이 보기
- 로버트 4중주
- 슈테팡 5중주